# Gymnaestrada

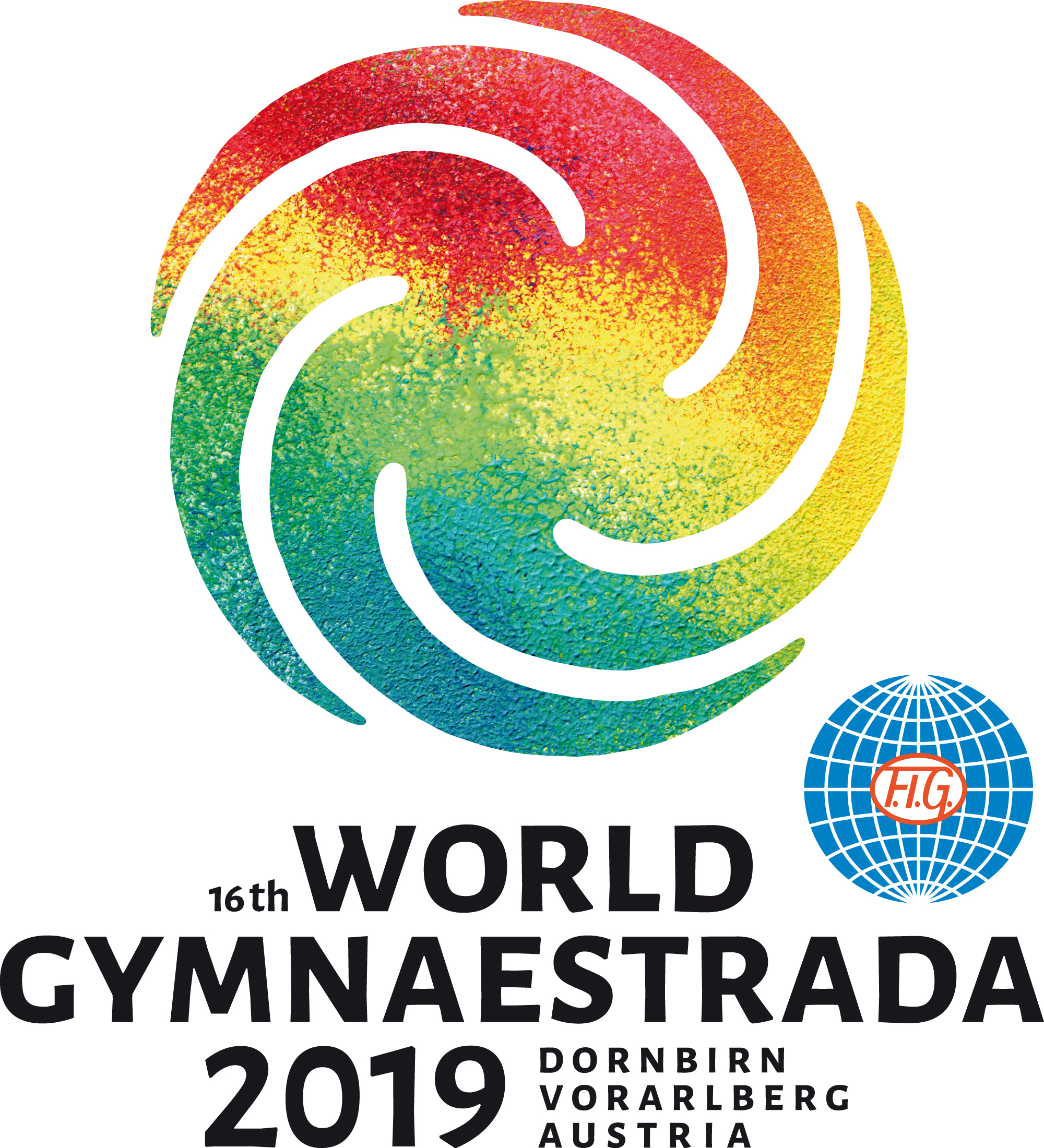
Gymnaestrada 2019

La World Gymnaestrada está considerada el mayor evento no competitivo de gimnasia en el mundo. Está organizada por la FIG, siendo un evento oficial de la misma. En la Gymnaestrada, equipos de gimnastas de diferentes países se reúnen y desarrollan presentaciones de diferentes disciplinas de gimnasia. Su objetivo es la promoción de la gimnasia a través de una jornada de exhibición de montajes gimnásticos. El festival tiene lugar cada cuatro años en una ciudad distinta. Su primera edición se celebró en Róterdam en 1953.

## Etimología
"Gymnaestrada" es una palabra artificial inventada por el holandés Jan Sommers siendo una combinación de "gimnasia" (término mundial para todo lo relacionado con la gimnasia), "strada" (calle) y "estrada" (escenario).

## Espíritu del evento
Desde 1953, miles de entusiastas gimnastas de muchos países de Europa y otros continentes se han reunido durante una semana en un festival de deporte popular, que Juan Antonio Samaranch describió como "el más importante del mundo". Grupos de 10 o más personas realizan coreografías artísticas e imaginativas para mostrar la gimnasia de muchas maneras diferentes: gimnasia, baile de exhibición, acrobacias, gimnasia de alta velocidad, aeróbicos, gimnasia sincronizados, rueda de gimnasia, salto de cuerda y muchas más.
La Gymnaestrada Mundial no es una competición. Los valores residen en la  fascinacon por el movimiento y los encuentros internacionales. Los participantes muestran las mejores actuaciones en gimnasia, libres de presión por el puntaje. La FIG promueve así la "Gimnasia para todos", que es tan importante para el fitness, el bienestar, la salud y la vida social, e invita a ponerse activo.
En la Gymnaestrada Mundial de Lisboa 2003, el promedio de edad de los participantes era de 35 años, el 80% eran mujeres. 

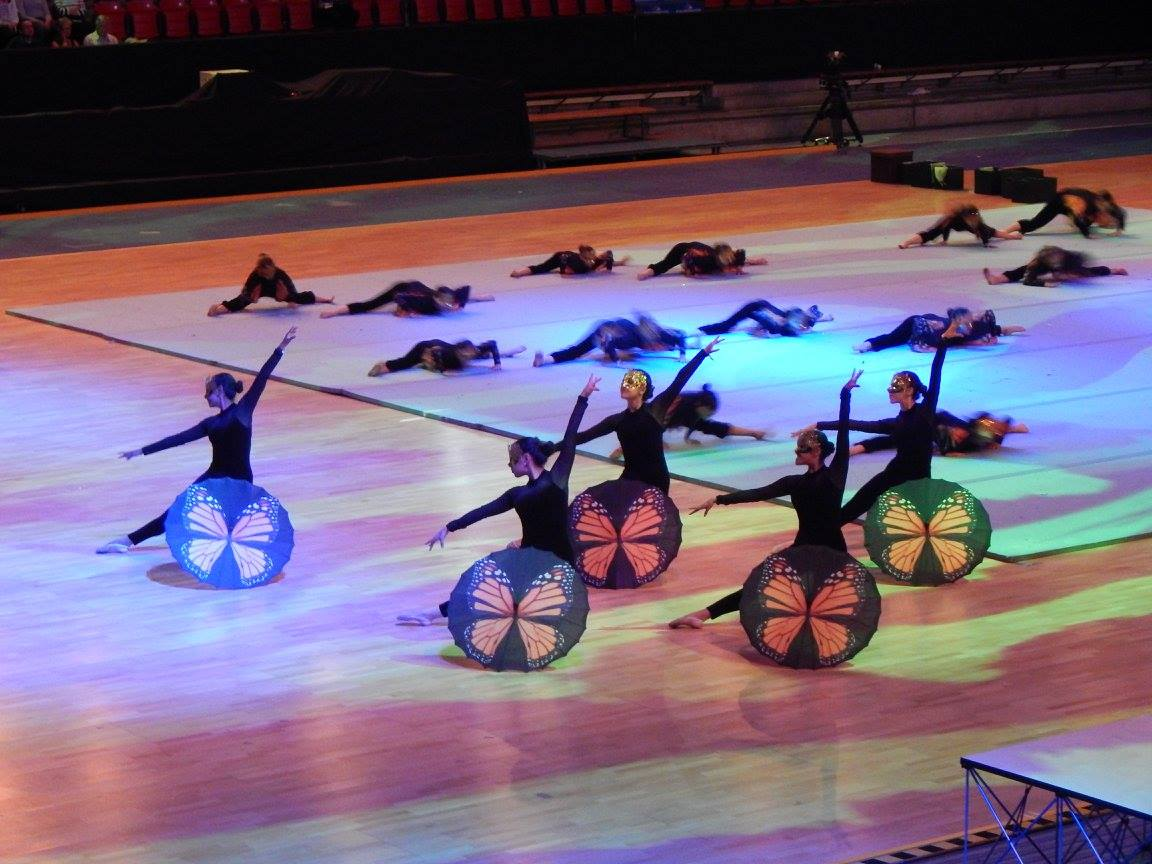
Finlandia

## Eventos
(Dimensiones entre paréntesis tomadas del World Gymnaestrada 2007 en Dornbirn)
- Actuaciones en salas (cada uno de los 300 grupos con 10 a 30 participantes compiten en tres días diferentes)
- Espectáculos de grupos grandes (en Lustenau con hasta 1.180 miembros)
- Noches nacionales como evento nocturno y gala de la  FIG (19 representaciones elaboradas de 90 minutos con carácter de espectáculo)
- Espectáculos en la ciudad en escenarios al aire libre fuera del área de salas (introducidas en Lisboa en 2003; 2007: 400 proyecciones en ocho escenarios en Höchst, Hard, Bregenz, Wolfurt, Dornbirn, Hohenems, Rankweil y Feldkirch)
- Foro de instructores en forma de cursos tipo taller con teoría y práctica
- Eventos de apertura y clausura (desfile de todos los participantes, ceremonia y posterior espectáculo de gimnasia)[2]

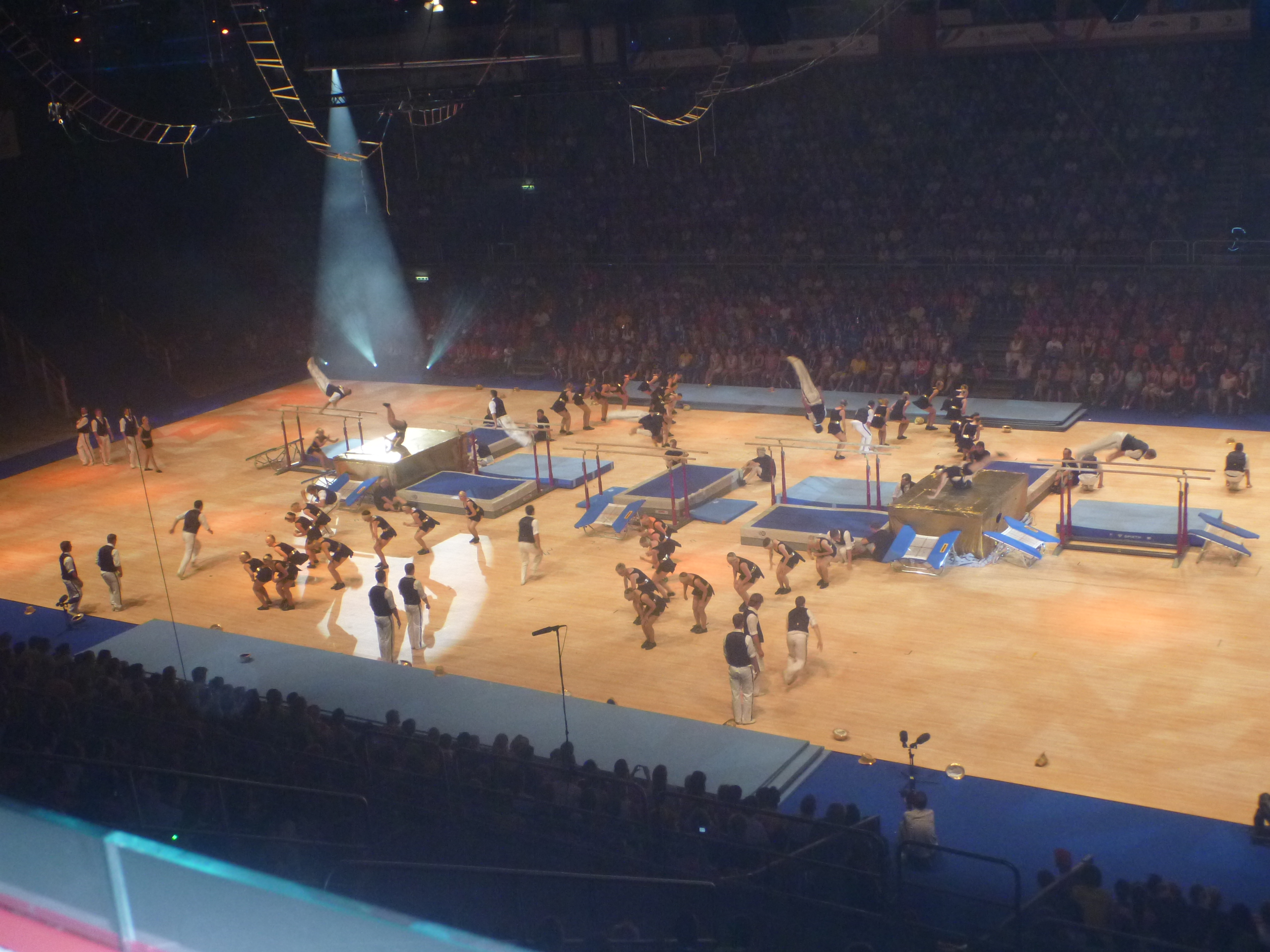
Gymnaestrada 2011

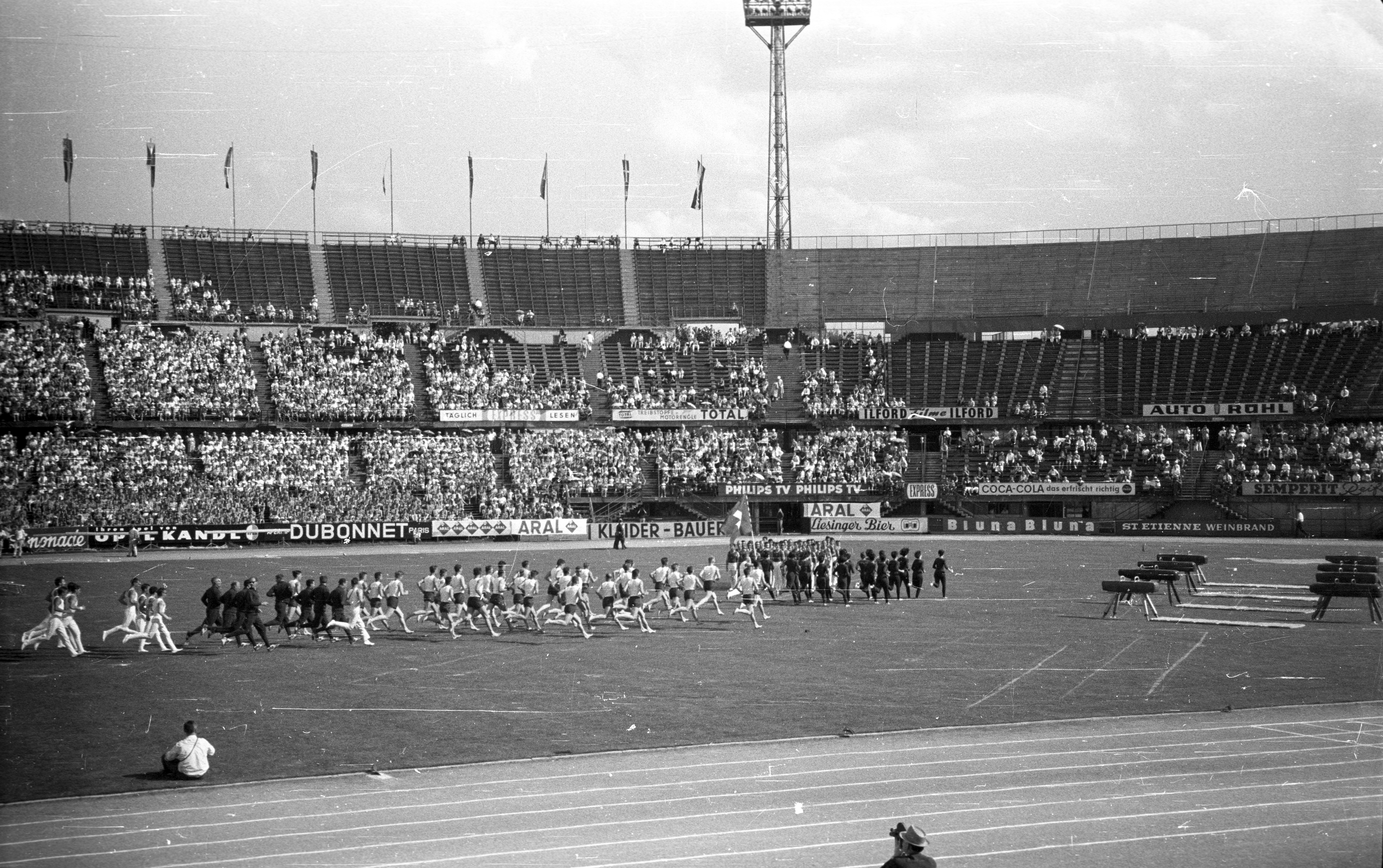
Viena, 1965

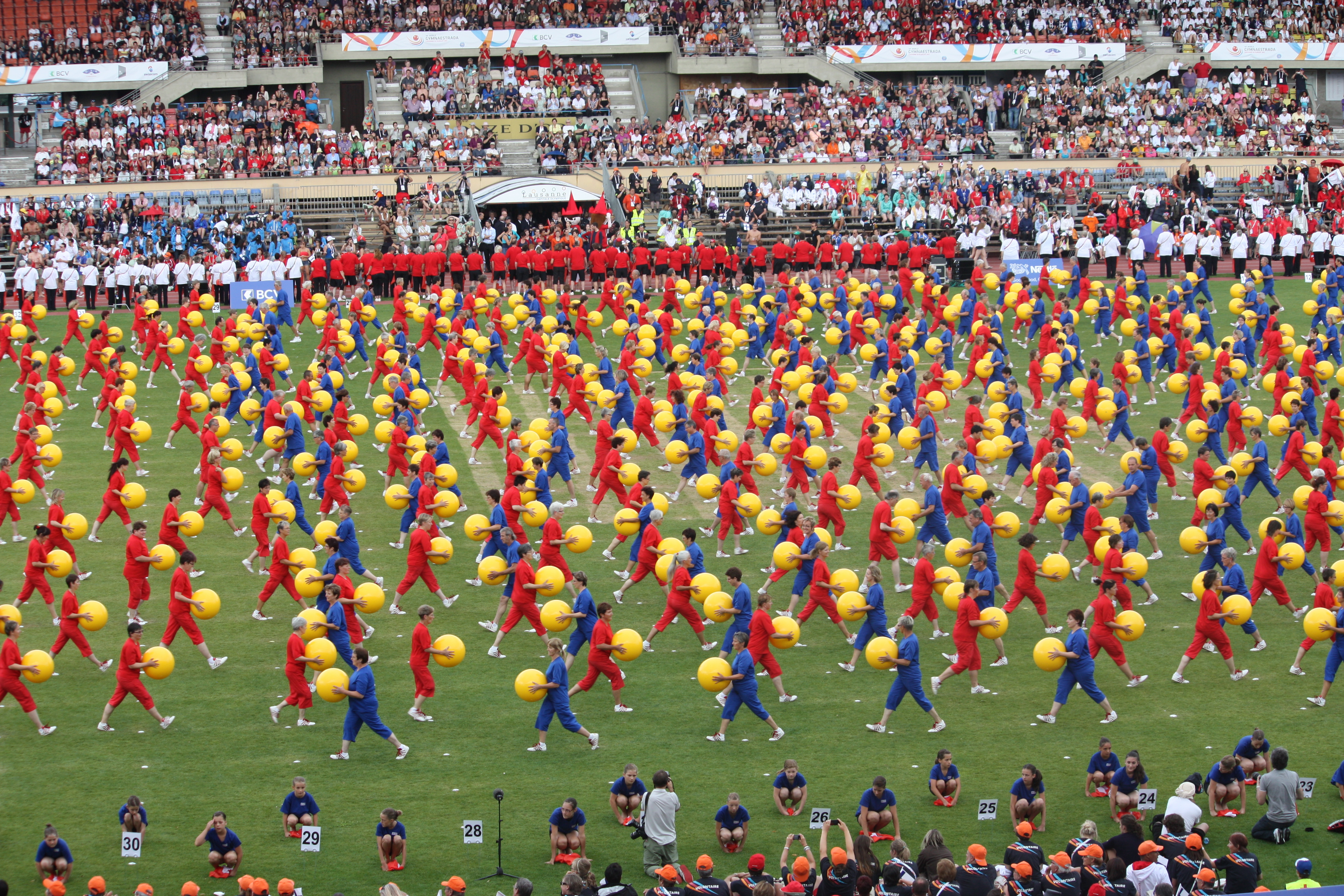
Espectáculo de grupo grande

## Lugares y participantes
| Año  | Ciudad     | Países      | Participantes        |
| ---- | ---------- | ----------- | -------------------- |
| 1953 | Róterdam   | 14 naciones | 5.000 participantes  |
| 1957 | Zagreb     | 16 naciones | 6.000 participantes  |
| 1961 | Stuttgart  | 16 naciones | 10.000 participantes |
| 1965 | Viena      | 28 naciones | 15.600 participantes |
| 1969 | Basilea    | 29 naciones | 9.600 participantes  |
| 1975 | Berlín     | 23 naciones | 10.500 participantes |
| 1982 | Zúrich     | 23 naciones | 14.200 participantes |
| 1987 | Herning    | 25 naciones | 17.300 participantes |
| 1991 | Ámsterdam  | 28 naciones | 19.500 participantes |
| 1995 | Berlín     | 34 naciones | 19.300 participantes |
| 1999 | Gotemburgo | 39 naciones | 22.000 participantes |
| 2003 | Lisboa     | 46 naciones | 23.000 participantes |
| 2007 | Dornbirn   | 53 naciones | 22.000 participantes |
| 2011 | Lausana    | 55 naciones | 19.100 participantes |
| 2015 | Helsinki   | 55 naciones | 21.000 participantes |
| 2019 | Dornbirn   | 65 naciones | 18.000 participantes |

El único lugar, donde la Gymnaestrada se realizó dos veces, es Dornbirn, Austria. La decimotercera edición de la World Gymnaestrada 2007 tuvo lugar del 8 al 14 de julio de 2007 y la decimosexta edición de la World Gymnaestrada 2019 se llevó a cabo del 7 al 13 de julio de 2019 en esta zona de Vorarlberg.